# Stefan Kulovits
Stefan Kulovits (Viena, Austria, 19 de abril de 1983) es un ex futbolista y entrenador austriaco que se desempeñaba como mediocampista. Actualmente es entrenador asistente del Rapid Viena.

## Selección nacional
Ha sido internacional con la selección de fútbol de Austria; donde hasta ahora, ha jugado 5 partidos y no ha anotado goles por dicho seleccionado. También tuvo participación, con las selecciones menores de su país.

## Clubes
| Club          | País     | Año       |
| ------------- | -------- | --------- |
| Rapid Viena   | Austria  | 1998-2013 |
| SV Sandhausen | Alemania | 2013-2020 |

## Palmarés

### Torneos Nacionales
| Título     | Club        | País    | Año     |
| ---------- | ----------- | ------- | ------- |
| Bundesliga | Rapid Viena | Austria | 2007/08 |